# Manuel Sousa
Manuel Sousa, né le 18 septembre 1962 à Luanda, en Angola, est un joueur angolais de basket-ball. Il évolue au poste de meneur. 